# Nelrivia letabae
Nelrivia letabae är en insektsart som beskrevs av Pieter D. Theron 1986. Nelrivia letabae ingår i släktet Nelrivia och familjen dvärgstritar. Inga underarter finns listade i Catalogue of Life.